# Drosophila z-notata
Drosophila z-notata är en tvåvingeart som beskrevs av William Alanson Bryan 1934.
Drosophila z-notata ingår i släktet Drosophila och familjen daggflugor. Artens utbredningsområde är Hawaii.